# حمام باغ لله
حمام باغ لله مربوط به دوره قاجار است و در کرمان، خیابان شریعتی، کوچه شماره ۱۳ واقع شده و این اثر در تاریخ ۲۲ مرداد ۱۳۸۴ با شمارهٔ ثبت ۱۳۰۶۶ به‌عنوان یکی از آثار ملی ایران به ثبت رسیده‌است.
وجه تسمیه این محله به «خواجه اتابک بزقوش» از عرفاً و سیاستمداران کرمان بوده برمی‌گردد.ولی یکی از اتابکان دوره سلجوقی و للـه ی یکی از شاهزادگان سلجوقی بوده است.(در فرهنگ ترک ها للـه به کسی می گویند که انسان برا پرورش و نگهداری می‌کند)
عکس داخل کادر: علی اکبر عبدالرشیدی

## تخریب
این بنا به دلیل عدم نگهداری مناسب، در حال تخریب کامل می‌باشد. این حمام تا چندی پیش فعال بود ولی بعد از آن به دلیل بالا آمدن آبهای زیرزمینی تعطیل شد و هم‌اکنون به دلیل انباشته شدن فاضلاب در آن به منشأ بیماری‌های عفونی در منطقه تبدیل شده‌است. امکان ریزش آن ره گذران را تهدید می‌کند و به محلی برای تجمع معتادان تبدیل شده‌است.

## مرمت
کار مرمت و احیای حمام تاریخی لله از سال ۱۳۹۶ اجرا شده است، ولی نیمه کاره رها شده است.